# Herøybrua
Die Herøybrua („Herøybrücke“) verbindet die Inseln Gurskøya und Leinøya in der westnorwegischen Gemeinde Herøy.

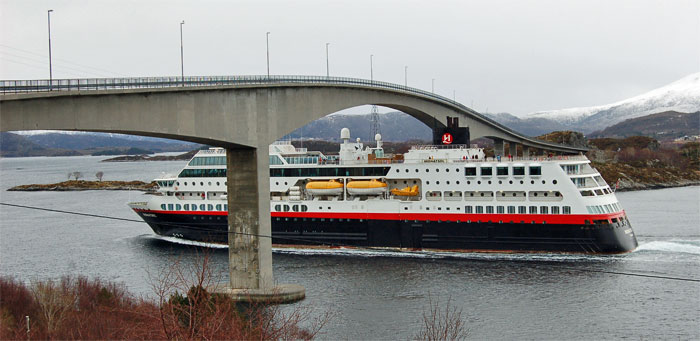
Die Midnatsol unter der Herøybrua

Die Brücke ist 544 m lang, die größte Spannweite beträgt 170 m. Mit einer lichten Höhe von 32 m ist die Brücke hoch genug, damit auch größere Schiffe unter ihr hindurch fahren können. Die Herøybrua wurde am 4. September 1976 von König Olav V. eröffnet.
Die Schiffe der Hurtigruten passieren die Herøybrua auf der Strecke Bergen – Torvik.